# Arthur Conrad
Arthur Albin Conrad (* 26. Juni 1910 in Deuben; † 17. September 1948 in Hameln) war im Kommandanturstab des KZ Ravensbrück tätig.

## Leben
Arthur Conrad, von Beruf Schriftsetzer, war seit 1933 Mitglied der SS. Am 8. Juni 1937 beantragte er die Aufnahme in die NSDAP und wurde rückwirkend zum 1. Mai desselben Jahres aufgenommen (Mitgliedsnummer 4.174.923). Ab September 1939 gehörte Conrad der Waffen-SS an. Er wurde 1942 gemeinsam mit Heinrich Schäfer vom Ersatzbataillon der SS-Division Totenkopf aus Warschau nach Ravensbrück versetzt. Von März 1942 bis zum April 1945 war er im Kommandanturstab des KZ Ravensbrück tätig. 
Nach dem Ende des Zweiten Weltkrieges musste sich Conrad für seine im KZ Ravensbrück begangenen Taten vor einem britischen Militärgericht im fünften der sieben Ravensbrück-Prozesse verantworten. Neben Erschießungen von Häftlingen wurde ihm die Teilnahme an einem Todesmarsch im April 1945 zur Last gelegt. Er wurde wegen der Erschießung von geschwächten Häftlingen, die dem Marschtempo nicht schritthalten konnten, am 15. Juli 1948 zum Tode verurteilt.
Nach der Bestätigung des Urteils wurde Arthur Conrad am 17. September 1948 durch den Strang hingerichtet.